# Avenue d'Italie
Avenue d'Italie je ulice v Paříži. Představuje jednu z hlavních dopravních komunikací ve 13. obvodu. Pod ulicí vede linka 7 zdejšího metra, která zde má stanice Tolbiac, Maison Blanche a Porte d'Italie. Svůj název získala podle skutečnosti, že odtud vedla hlavní cesta do Itálie. I dnes zde začíná silnice č. 7, která vede až na italské hranice.

## Poloha
Ulice vede od náměstí Place d'Italie a končí na křižovatce ulic Avenue Porte d'Italie, Boulevard Masséna a Boulevard Kellermann u stanice metra Porte d'Italie. Ulice je orientována ze severu na jih.

## Historie
Dlouho se jednalo o jednoduchou cestu v obci Gentilly. Její význam vzrostl až s vybudováním zámku Fontainebleau, po kterém získala své starší jméno. V polovině 19. století byla ulice lemována několika domy a hostinci a ležela za hranicemi Paříže. Své současné jméno dostala ulice 23. května 1863 po rozšíření Paříže v roce 1860. V rámci projektu Italie 13 ze 60. let založeném na myšlence Le Corbusiera o oddělení funkcí komunikací se Avenue d'Italie měla stát pouhou radiálou, která by spojovala Place d'Italie s předměstím, pro pěší byly určeny jen mosty a podchody. Stopy tohoto projektu jsou vidět na začátku avenue. Hlavní vchody do výškových budov postavených v té době byly umístěny před lávku pro pěší, která nebyla nikdy postavena. V polovině 70. let bylo od projektu ustoupeno a Avenue d'Italie si tak zachovala svůj multifunkční charakter. Dnes je významnou ulicí nejen pro auta, ale i běžný život. Ulice prošla v letech 1996-2000 kompletní rekonstrukcí. Byly upraveny chodníky a vysázena dvojí řada stromů. V ulici žil v letech 1956-1960 spisovatel Günter Grass.